# Спірний м'яч (баскетбол)

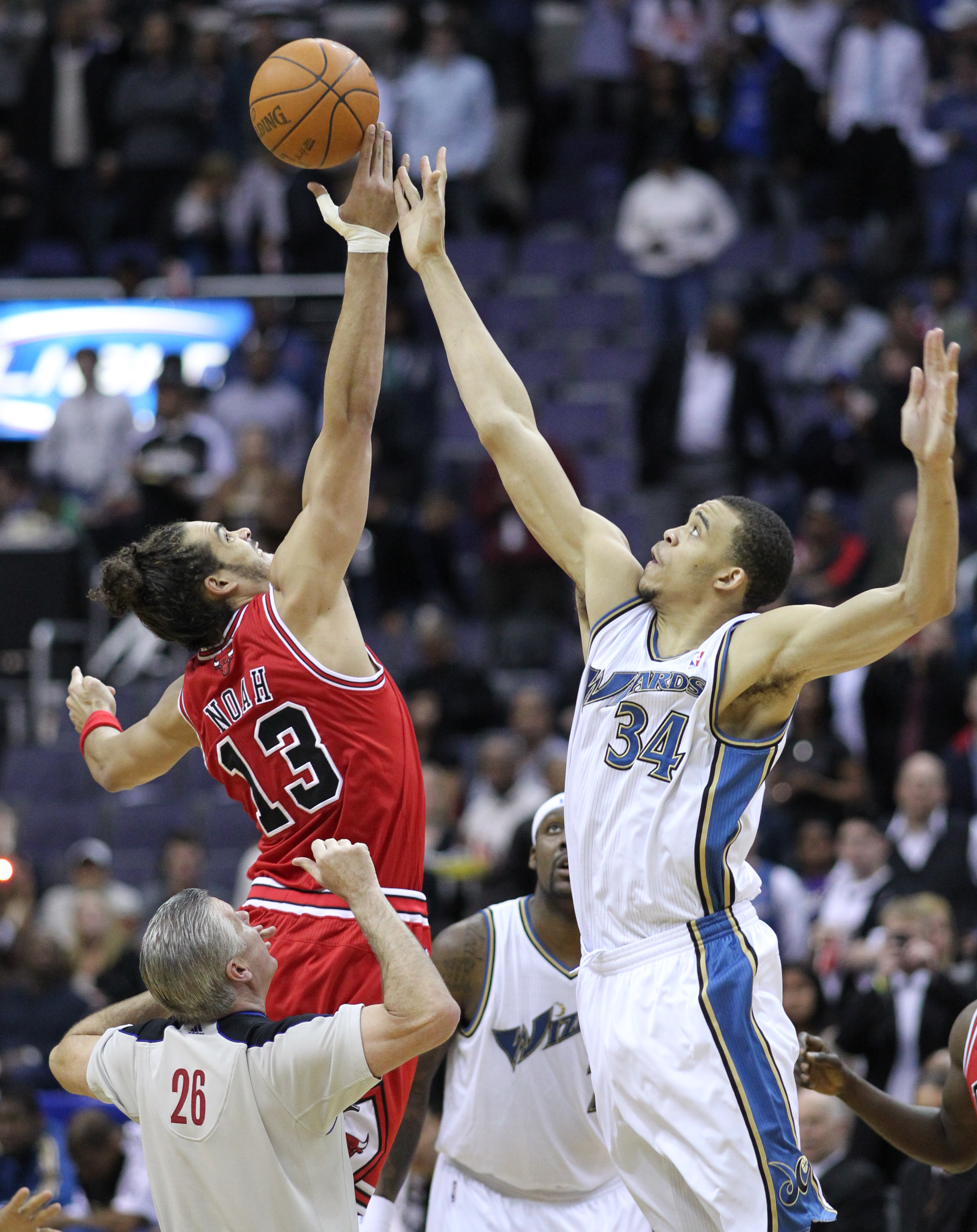
Спірний м'яч на початку матчу.

Спірний м'яч (англ. jump ball) — вкидання баскетбольного м'яча на початку гри або після спірної ситуації після зупинки гри свистком судді. Відлік чистого часу матчу починається саме з моменту вкидання м'яча в центральному колі майданчики суддею.
Спірний м'яч розігрується між двома гравцями протилежних команд. Кожен із спірних стає в тій половині кола, яка ближче до його кошику, при цьому одна нога гравця повинна знаходитися в безпосередній близькості від центральної лінії. Суддя підкидає м'яч вертикально вгору так, щоб розігруючі не могли в стрибку дістати його у вищій точці, і так, щоб він падав між ними. М'яча повинні торкнутися один або обидва сперечаються лише після досягнення нею найвищої точки. Якщо м'яч досягне статі без торкання принаймні одного із спірних, суддя повинен повторити кидок. Ніхто з тих, що сперечаються не може залишити свого місця перш, ніж торкнеться м'яча хто-небудь з них двох або обидва. Будь із спірних може торкнутися м'яча тільки двічі. Втретє це можливо лише тоді, коли м'яч торкнеться одного з восьми інших гравців, статі, кошики або щита.
Команда, яка програла стартове вкидання, має право на наступне володіння. При спірної ситуації, вона буде вкидати м'яч з ауту, при подальшому спірним або початку наступної чверті — буде вкидати вже перша команда. Раніше спірний м'яч вкидається суддею при кожній спірній ситуації, як і на початку матчу, тільки м'яч вкидали на лінії штрафного тієї половини поля де сталася спірна ситуація, тепер це правило скасували і м'яч вкидається з ауту однієї з команд по черговості володіння.
М'яч оголошується спірним, коли:
- Два гравці протилежних команд тримають одну або обидві руки на м'ячі настільки міцно, що жоден з них не може опанувати м'ячем без застосування грубості;
- М'яч виходить за межі майданчика від одночасного торкання його двох гравців протилежних команд;
- Суддя сумнівається, хто з гравців останнім торкнувся м'яча;
- Судді не прийшли до спільного рішення;
- М'яч застряє на кільці.

Залежно від ситуації спірний м'яч може розігруватися або між безпосередніми учасниками «суперечки», або між двома будь-якими гравцями команд-суперниць. Гравець, який бере участь у розіграші спірного м'яча, не може бути замінений.